# Латвийское отделение Литфонда СССР
Основной задачей Республиканского отделения Литературного фонда СССР (Литфонд) было улучшение жилищного и материального положения членов Союза писателей Латвии путем оказания им материальной помощи в различных вопросах. Средства Союза писателей хранились в Литературном фонде СССР, из которого членам Союза писателей оказывалась материальная помощь, оплачивались отдых, поездки, медицинское обслуживание. При Литературном фонде действовал Клуб писателей, который организовывал литературные дни, праздники, вечера, встречи писателей с читателями.

## Создание Латвийского отделения Литературного фонда
В Советском Союзе учреждения работников культуры были включены в государственную институциональную систему, каждый творческий союз имел свой фонд. Таковыми были латвийские республиканские отделения Литературного фонда СССР и Художественного фонда СССР. В 1945 году также было создано Латвийское республиканское отделение Музыкального фонда СССР.
Согласно приказу Литературного фонда СССР № 242 от 29 декабря 1944 года, с 1 января 1945 года учреждалось Латвийское республиканское отделение Литературного фонда СССР (Литфонд). Его основными задачами были оказание помощи членам Союза писателей Латвии, улучшение их жилищных и материальных условий, поддержка молодых писателей. В Юрмале сразу же были созданы литературный и писательский дома творчества.
13 мая 1946 года состоялись выборы председателя и секретаря правления Латвийского республиканского отделения Литературного фонда СССР. На эти должности были номинированы ветераны Великой Отечественной войны Арвид Григулис и Валдис Лукс.
Уже за первое полугодие 1945 г. из Литфонда было выплачено 45 тысяч рублей «тем писателям, которые вернулись с фронта и эвакуации, обнаружив квартиры, разграбленные фашистами».
Наиболее частые заявления о назначении льгот от Литфонда поначалу были связаны с кредитами и продлением срока их погашения по тем или иным причинам: задержка публикации или выплаты гонорара, семейные сложности, необходимость получить дополнительные средства.

## Регулирование
5 июня 1961 года Президиум Правления Литературного фонда СССР и 12 числа того же года  Секретариат Союза писателей СССР утвердили инструкцию «Об определении правил материально-бытовой помощи членам Литературного фонда СССР, их семьям и потомкам отечественных литературных классиков», которая была обязательной для всех республиканских отделений. Инструкция предусматривала право членов Литфонда и членов их семей на получение помощи. Поддержка оказывалась как активно работающим писателям, так и периодически неработающим писателям, творчество которых «имело или имеет литературно-общественное значение».
Инструкцией также предусматривался порядок получения пособий на творческие поездки и творческий отдых и выдачи денежных кредитов по решению Секретариата Правления Союза писателей СССР и Союза советских писателей соответствующей республики. Член Литфонда имел право на бесплатное или частично оплачиваемое  проживание в доме творчества, «путёвки» на курорты, в санатории, сезонные дома творчества и дома отдыха. Членам Литфонда также организовывалась всесторонняя бесплатная индивидуальная и персонализированная медицинская помощь с привлечением высококвалифицированных специалистов. Для нужд писателей в Риге даже были созданы книжный магазин и обувная мастерская.

## Доходы фонда
В Литературный фонд СССР сбор средств осуществлялся на основании соответствующего постановления правительства СССР. Доходы на содержание домов отдыха и медицинских учреждений формировались за счёт отчислений от издательств, перечислявших в фонд десять процентов авторского гонорара. Большой доход фонду приносило издание всесоюзной  «Литературной газеты». Членские взносы составляли десять рублей на человека в год. Средства Литературного фонда СССР складывались из доходов от мероприятий и других государственных грантов.
"В советский период Союз писателей был богатой организацией, поэтому Литературный фонд мог поддержать своих членов как в периоды творческих неудач, болезней, так и в другие тяжелые моменты", - признавался в интервью 2000 года председатель Латвийского союза писателей Андрейс Краулиньш.
В 1997 году Латвийское отделение Литературного фонда, отделившееся от всесоюзного вместе с Союзом писателей в 1989 году, было ликвидировано.

## Дом творчества в Дубулты
Дом творчества писателей в Дубулты был основан в 1945 году и стал излюбленным местом отдыха многих, особенно русских литераторов. Например, Константин Паустовский писал об этом доме: «Если бы все сочинения [созданные здесь] были зарегистрированы, то можно было бы почти говорить о «Дубултской эпохе в литературе»».
Обычно писатели проводили в Доме творчества от двух недель до двух месяцев, нередко продлевая и этот срок. Для Анатолия Имермана в силу семейных обстоятельств Дом творчества стал вторым домом, а его посмертным желанием было развеять часть кремационного праха возле этого дома.
Михаил Бауман начал работать директором дома в 1948 году. В 1976 году он был признан значимой личностью в истории Дома творчества и получил почётное звание и награду за заслуги в области здравоохранения.
В соответствии с Решением правления Литературного фонда СССР в 1954 году Дому было присвоено имя Райниса. В комплексе появились  новые постройки: столовая, ванное и душевое отделение, оборудован теннисный корт, запланировано строительство нового корпуса, рассчитанного на пятьдесят человек. Из летнего дома отдыха он превратился в всесезонное место.  За летний сезон 1954 здесь отдохнули четыреста писателей.
Со сдачей в эксплуатацию нового девятиэтажного корпуса, построенного по проекту Яниса Вилциньша и Георга Минча в 1970 году, вместимость Дома творчества значительно возросла. 
В начале 1990-х Дом творчества в Дубулты оставался единственным источником доходов Литературного фонда. К сожалению, экономическое положение Юрмалы, на которое повлияло введение визового режима, загрязнение моря и другие условия показали, что большие дома не приносят прибыли.

## Поликлиника
В 1964 г. в поликлинике Латвийского республиканского отделения Литературного фонда СССР работали двадцать восемь врачей - хирург, терапевт, стоматолог, радиолог, невропатолог, гинеколог, офтальмолог, оториноларинголог и другие. Главным врачом поликлиники был выдающийся хирург Виталс Ога. Высокий престиж специальной поликлиники и специфика клиентуры свидетельствуют о том, что поликлиника была не только медицинским учреждением, но и оказывала психологическую поддержку представителям творческих профессий. Поликлиника известна как лучшая во всем СССР.

## Руководство
С 1 января 1945 г. директором Латвийского республиканского отделения Литературного фонда была Эмма Фелдмане (1894–1969). Она родилась в Курземе, во время Первой мировой войны эвакуировалась с родителями в Пермь, где работала швеей. Во время правления Петериса Стучки в 1919 году она технический секретарь партии большевиков Елгавского края независимой Латвийской Советской Республики. Отступила с красными частями на территорию России, получила образование. В 1933 году была направлена на подпольную работу в Латвию (псевдоним «Илзе»). Была арестована, заключена в тюрьму. Сновы выехала в СССР.  С 1945 года. до выхода на пенсию в 1960 г. - директор Латвийского республиканского отделения Литературного фонда СССР, член Компартии Латвии, несколько раз избиралась секретарем первичной партийной организации Союза советских писателей Латвии.
С 1960 г. директором фонда стала Эльвира Заке (её прозвали «зайчишка», «зайчик», «заяц», в соответствии с фамилией). Она была участницей Великой Отечественной войны, операционной медицинской сестрой в 43-й гвардейской Латышской стрелковой дивизии. Э. Заке становится легендарной и уважаемой личностью в литературной среде, реализующей в своей деятельности мастерство, точность и безоговорочную политику. Активно поддерживаемые контакты с первым секретарем ЦК ЛКП Арвидом Пельше она использовала для создания специальной поликлиники в подвале здания Латвийского союза писателей (Дом Беньяминов), а также писательского квартирного фонда. «Она всегда возвращалась от Пельше с какой-нибудь пользой», — писали Янис Кузулис и Эрикс Ханбергс.